# ニコラ・ペトロヴィッチ

ニコラ2世の紋章

ニコラ・ペトロヴィチ＝ニェゴシュ（Nikola Petrović-Njegoš／Никола Петровић-Његоши, 1944年7月7日 - ）は、現在のモンテネグロ王家家長。モンテネグロ王ニコラ1世の嫡曾孫にあたる。モンテネグロ王太子を称しており、王制支持者からはニコラ2世（セルビア語: Никола II, ラテン文字転写: Nikola II）と呼ばれている。

## 経歴
モンテネグロ王家家長ミハイロとそのフランス人の妻ジュヌヴィエーヴ・プリジャン（Geneviève Prigent, 1919年 - 1991年）の間の一人息子として、両親の暮らすフランスで生まれた。両親は1949年に離婚し、ニコラは母親に引き取られた。
1964年にパリの芸術アカデミーで建築学を学び、1965年から1967年まで建築・設計事務所の実習生として働き、様々な建築設計に携わった。1967年から1971年にかけて、アヴォリアのウィンタースポーツ施設の設計に参加している。1971年に建築学の学位を取得し、フランス建築家協会（Société Française des Architectes）登録の建築家となった。1976年11月27日にトレブールダンにおいて、弁護士のフランシーヌ・ナヴァロ（Francine Navarro, 1950年 - 2008年）と結婚し、1男1女をもうけ、レ・リラに居を構えた。1986年の父の死により家督を継いだ。
1980年代にはツェティニェのモンテネグロ国立博物館の共同創立者の1人となり、またツェティニェ現代美術展覧会の主催者を務めるなどした。この展覧会は、1991年のユーゴスラビア崩壊以前のバルカン半島で開催された最も重要な美術展の1つである。
2011年にモンテネグロ政府の招聘により同国に移住し、政府の儀礼上の公式代表としての役割を果たすことになった。2011年7月のオーストリア＝ハンガリー元皇太子オットー・フォン・ハプスブルクの葬儀にも、モンテネグロ政府代表として出席した。現在はツェティニェの王太子宮殿（青宮殿）を公邸としている。

## 子女
- アルテナイ（英語版）（1977年 - ） - 2009年、アントン・マルティノフと結婚
- ボリス（1980年 - ） - グラホヴォ＝ゼータ大公